# Grand Paris Sud Ouest 92 Issy 2021-2022
Questa voce raccoglie le informazioni riguardanti il Grand Paris Sud Ouest 92 Issy nelle competizioni ufficiali della stagione 2021-2022.

## Divise e sponsor
La grafica riproponeva l'abbinamento cromatico adottato anche dalla squadra maschile dell'Issy. Main sponsor era Partouche, lo sponsor tecnico, fornitore delle tenute da gioco, era Nike.
| Casa | Trasferta |

## Organigramma societario
Area tecnica
- Allenatore: Camillo Vaz
- Vice allenatore: Adrien Bartout
- Preparatore dei portieri: Nathanaël Gavant
- Preparatore atletico: Aurélien Marchési
- Medico sociale: Carole Desthieux
- Fisioterapista: Sarah Dizengremel

## Rosa
Rosa, ruoli e numeri di maglia come da sito footofeminin.fr, aggiornati al 26 aprile 2022.
| N. |                        | Ruolo | Calciatrice                 |
| -- | ---------------------- | ----- | --------------------------- |
| 1  | Stati Uniti (bandiera) | P     | Kelly Rowswell              |
| 4  | Francia (bandiera)     | D     | Océane Daniel               |
| 5  | Francia (bandiera)     | A     | Philippine Le Loup De Sancy |
| 6  | Francia (bandiera)     | C     | Agathe Donnary              |
| 7  | Haiti (bandiera)       | A     | Batcheba Louis              |
| 8  | Francia (bandiera)     | D     | Nonna Debonne               |
| 9  | Haiti (bandiera)       | A     | Roselord Borgella           |
| 11 | Francia (bandiera)     | A     | Julie Machart-Rabanne       |
| 12 | Francia (bandiera)     | A     | Cindy Thomas                |
| 16 | Stati Uniti (bandiera) | P     | Cosette Morché              |
| 17 | Francia (bandiera)     | D     | Manon Labois                |
| 18 | Francia (bandiera)     | C     | Adélie Fourré               |

| N. |                        | Ruolo | Calciatrice       |
| -- | ---------------------- | ----- | ----------------- |
| 19 | Francia (bandiera)     | D     | Assimina Maoulida |
| 21 | Francia (bandiera)     | D     | Celia Barclais    |
| 28 | Francia (bandiera)     | D     | Gwenaëlle Butel   |
| 20 | Stati Uniti (bandiera) | A     | Allie Thornton    |
| 22 | Francia (bandiera)     | D     | Julie Peruzzetto  |
| 23 | Stati Uniti (bandiera) | D     | Ally Prisock      |
| 24 | Francia (bandiera)     | D     | Mélanie Carvalho  |
| 25 | Francia (bandiera)     | D     | Morgane Martins   |
| 26 | Francia (bandiera)     | C     | Stéphanie Bayo    |
|    | Francia (bandiera)     | P     | Ksenya Kopczuk    |
|    | Francia (bandiera)     | D     | Victoire Thomas   |

## Calciomercato

### Sessione estiva
| Acquisti | Acquisti          | Acquisti        | Acquisti    |
| R.       | Nome              | da              | Modalità    |
| -------- | ----------------- | --------------- | ----------- |
| P        | Cosette Morché    | OL Reign        | in prestito |
| D        | Océane Daniel     | Digione         | definitivo  |
| D        | Assimina Maoulida | Olympique Lione | in prestito |
| D        | Ally Prisock      | Houston Dash    | in prestito |
| C        | Agathe Donnary    | Soyaux          | definitivo  |
| A        | Allie Thornton    | Le Havre        | definitivo  |

| Cessioni | Cessioni            | Cessioni                          | Cessioni   |
| R.       | Nome                | a                                 | Modalità   |
| -------- | ------------------- | --------------------------------- | ---------- |
| P        | Laëtitia Philippe   | Soyaux                            | definitivo |
| D        | Allison Pantuso     | Template:Calcio femminile Kuopion | definitivo |
| C        | Ella Kaabachi       | Soyaux                            | definitivo |
| C        | Laurine Pinot       | Soyaux                            | definitivo |
| A        | Esther Mbakem Niaro | Montpellier                       | definitivo |
| A        | Laurie Teinturier   | Guingamp                          | definitivo |
| A        | Camélia Toumi       | Saint-Malo                        | definitivo |

### Sessione invernale
| Acquisti | Acquisti           | Acquisti     | Acquisti   |
| R.       | Nome               | da           | Modalità   |
| -------- | ------------------ | ------------ | ---------- |
| D        | Deneisha Blackwood | Houston Dash | definitivo |

| Cessioni | Cessioni | Cessioni | Cessioni |
| R.       | Nome     | a        | Modalità |
| -------- | -------- | -------- | -------- |
|          |          |          |          |

## Risultati

### Division 1

#### Girone di andata
| Arbitro: | Rochebilière |

|                                   |           |  |
| Rowswell 39’ (aut.) Bourgouin 87’ | Marcatori |  |

| Arbitro: | Laur |

|  |           |                             |
|  | Marcatori | 20’ Declercq 49’ Oparanozie |

| Arbitro: | Collin |

|  |           |              |
|  | Marcatori | 23’ Borgella |

| Arbitro: | Collin |

|  |           |           |
|  | Marcatori | 37’ Gomes |

| Arbitro: | Rochebilière |

|                     |           |                          |
| Borgella 30’ (rig.) | Marcatori | 4’ Feller 72’, 84’ Bussy |

| Arbitro: | Laur |

|            |           |            |
| Daoudi 55’ | Marcatori | 62’ Fourré |

| Arbitro: | Gabrielle Guillot |

|  |           |                                                               |
|  | Marcatori | 21’ Soyer 32’ Bourdieu 37’ Sarr 90’ Matéo 90+2’ Jean-François |

| Arbitro: | Gonçalves |

|                           |           |  |
| Mpome 12’ Fowler 61’, 63’ | Marcatori |  |

| Arbitro: | Rochebilière |

|  |           |                                              |
|  | Marcatori | 4’ Malard 6’ Macario 71’ Bruun 79’ Hegerberg |

| Arbitro: | Charlène Laur |

|  |           |                              |
|  | Marcatori | 53’, 80’ Khelifi 90+2’ Diani |

| Arbitro: | Guillot |

|                |           |  |
| Karczewska 71’ | Marcatori |  |

#### Girone di ritorno
| Arbitro: | Siham Benmahammed |

|              |           |  |
| Bourdieu 15’ | Marcatori |  |

| Arbitro: | Beyer |

|  |           |                         |
|  | Marcatori | 28’ Daoudi 74’ Le Mouël |

| Arbitro: | Guillot |

|                                                     |           |                                                     |
| Dumornay 8’ Deslandes 28’ Becho 45’ Romanenko 90+2’ | Marcatori | 5’ Thornton 52’ Machart-Rabanne 82’ (aut.) Alvarado |

| Arbitro: | Gonçalves |

|                                                    |           |            |
| Thornton 7’ Louis 17’, 40’ Borgella 45’ Daniel 56’ | Marcatori | 81’ Avital |

| Arbitro: | Laur |

|  |           |           |
|  | Marcatori | 73’ Louis |

| Arbitro: | Elbour |

|                                                 |           |               |
| Machart-Rabanne 35’ Borgella 46’, 75’ Louis 77’ | Marcatori | 13’ Okoronkwo |

| Arbitro: | Laur |

|                                      |           |  |
| Snoeijs 10’ Lavogez 59’ Périsset 77’ | Marcatori |  |

| Arbitro: | Emeline Rochebilière |

|                                                               |           |                |
| Katoto 31’, 83’ Geyoro 49’ Däbritz 65’ Diani 68’ Bachmann 90’ | Marcatori | 35’ Peruzzetto |

| Arbitro: | Laur |

|  |           |                                                            |
|  | Marcatori | 55’ Debever 68’ Kouassi 85’, 90+1’ Chapelle 859’ Le Garrec |

| Arbitro: | Elbour |

|                      |           |                                                       |
| Fourré 27’ Louis 66’ | Marcatori | 7’, 63’ Mondésir 12’ Blanc 38’ Petermann 90+1’ Fowler |

| Arbitro: | Victoria Beyer |

|                                                       |           |  |
| Le Sommer 30’ Malard 52’ Van de Donk 82’ Renard 90+1’ | Marcatori |  |

### Coppa di Francia
| Arbitro: | Efe |

|                         |           |                                                                                  |
| Okoronkwo 47’ Jésus 63’ | Marcatori | 33’ Robert 36’, 46’ Škorvánková 66’ Mondésir 69’, 75’ Petermann 85’ Mbakem Niaro |

## Statistiche

### Statistiche di squadra
| Competizione     | Punti | In casa | In casa | In casa | In casa | In casa | In casa | In trasferta | In trasferta | In trasferta | In trasferta | In trasferta | In trasferta | Totale | Totale | Totale | Totale | Totale | Totale | DR  |
| Competizione     | Punti | G       | V       | N       | P       | Gf      | Gs      | G            | V            | N            | P            | Gf           | Gs           | G      | V      | N      | P      | Gf     | Gs     | DR  |
| ---------------- | ----- | ------- | ------- | ------- | ------- | ------- | ------- | ------------ | ------------ | ------------ | ------------ | ------------ | ------------ | ------ | ------ | ------ | ------ | ------ | ------ | --- |
| Division 1       | 13    | 11      | 2       | 0       | 9       | 12      | 32      | 11           | 2            | 1            | 8            | 7            | 25           | 22     | 4      | 1      | 17     | 19     | 57     | -38 |
| Coppa di Francia | -     | 1       | 0       | 0       | 1       | 1       | 5       | -            | -            | -            | -            | -            | -            | 1      | 0      | 0      | 1      | 1      | 5      | -4  |
| Totale           | -     | 12      | 2       | 0       | 10      | 13      | 37      | 11           | 2            | 1            | 8            | 7            | 25           | 23     | 4      | 1      | 18     | 20     | 62     | -42 |

### Andamento in campionato
| Giornata  | 1 | 2  | 3 | 4  | 5  | 6  | 7  | 8  | 9  | 10 | 11 | 12 | 13 | 14 | 15 | 16 | 17 | 18 | 19 | 20 | 21 | 22 |
| --------- | - | -- | - | -- | -- | -- | -- | -- | -- | -- | -- | -- | -- | -- | -- | -- | -- | -- | -- | -- | -- | -- |
| Luogo     | T | C  | T | C  | C  | T  | C  | T  | C  | C  | T  | T  | C  | T  | C  | T  | C  | T  | T  | C  | C  | T  |
| Risultato | P | P  | V | P  | P  | N  | P  | P  | P  | P  | P  | P  | P  | P  | V  | V  | V  | P  | P  | P  | P  | P  |
| Posizione | 9 | 11 | 9 | 11 | 12 | 10 | 10 | 11 | 11 | 12 | 12 | 12 | 12 | 12 | 11 | 10 | 9  | 9  | 10 | 10 | 10 | 11 |

Legenda:

Luogo: C = Casa; T = Trasferta. Risultato: V = Vittoria; N = Pareggio; P = Sconfitta.

### Statistiche delle giocatrici
| Giocatore   | Division 1 | Division 1 | Division 1  | Division 1 | Coppa di Francia | Coppa di Francia | Coppa di Francia | Coppa di Francia | Totale   | Totale | Totale      | Totale     |
| Giocatore   | Presenze   | Reti       | Ammonizioni | Espulsioni | Presenze         | Reti             | Ammonizioni      | Espulsioni       | Presenze | Reti   | Ammonizioni | Espulsioni |
| ----------- | ---------- | ---------- | ----------- | ---------- | ---------------- | ---------------- | ---------------- | ---------------- | -------- | ------ | ----------- | ---------- |
| R. Borgella | 15         | 5          | 1           | 0          | 1                | 1                | 1                | 0                | 16       | 6      | 2           | 0          |
| O. Daniel   | 21         | 1          | 3           | 0          | 1                | 0                | 0                | 0                | 22       | 1      | 3           | 0          |